# Медаль «За взяття приступом Варшави»
Медаль «За взяття приступом Варшави» — державна нагорода Російської імперії, заснування якої було пов'язане з повстанням 1830—1831 в Царстві Польському.

## Основні відомості
Медаль «За взяття приступом Варшави» призначалася для нагородження учасників штурму Варшави, який відбувався з 25 серпня (6 вересня) — 26 серпня (7 вересня) 1831 року. Штурм Варшави був частиною придушення тривалого польського повстання. Медаль заснована за указом Миколи I від 31 грудня 1831 (12 січня 1832) року.

## Порядок нагородження
Медаллю нагороджували військовослужбовців, які брали участь у штурмі Варшави. Нагороджувалися генерали, офіцери, нижні чини, медики та священники, що складалися при військах. Відповідно до спеціального імператорського указу, представляти до цієї нагороди могли аж до 1 (13)січня 1843 року.

## Опис медалі
Срібна медаль, діаметр 22 мм, 25 мм та 32 мм (варіанти). На лицьовій стороні медалі зображений герб Російської імперії, в центрі якого знаходиться мантія, увінчана короною. На порфірі зображено герб Польщі (одноголовий орел). Зверху, вздовж бортика медалі, по дузі напис: «ПОЛЬЗА ЧЕСТЬ И СЛАВА.». На зворотному боці медалі горизонтальний напис у п'ять рядків:: ЗА ВЗЯТІЕ
ПРИСТУПОМЪ
ВАРШАВЫ
25 и 26 АВГ
1831.По колу вздовж борту дві лаврові гілки, з'єднані стрічкою. Зверху зображений невеликий православний хрест, оточений сяйвом.
Відомий ряд варіантів державного карбування, що відрізняються діаметром і рядом дрібних деталей.

## Порядок носіння
Медаль мала вушко для кріплення до стрічки. Носити медаль слід було на грудях. Використовувалася стрічка польської відзнаки за військову гідність, яка була включена до системи нагород Російської імперії для нагородження солдатів, які придушували повстання в Польщі, а раніше був польським орденом Virtuti Militari. Колір стрічки — темно-блакитний, з чорними краями (сучасна стрічка польського ордена Virtuti Militari дещо відрізняється).

## Зображення медалі

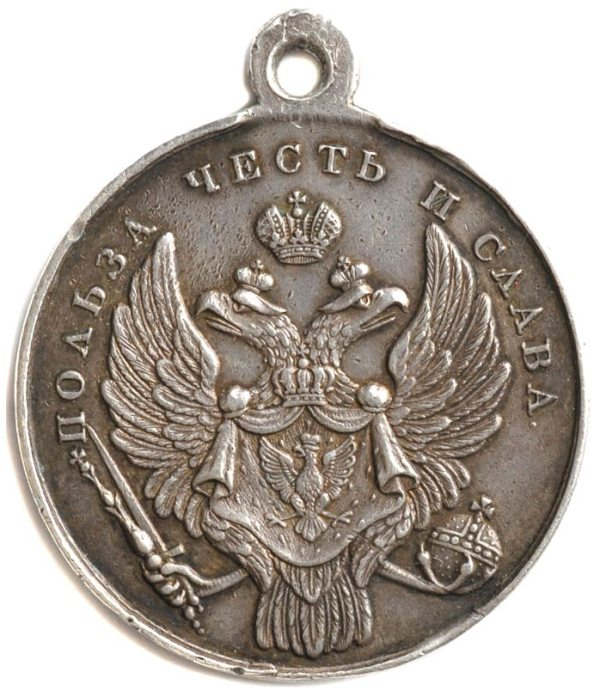
Аверс
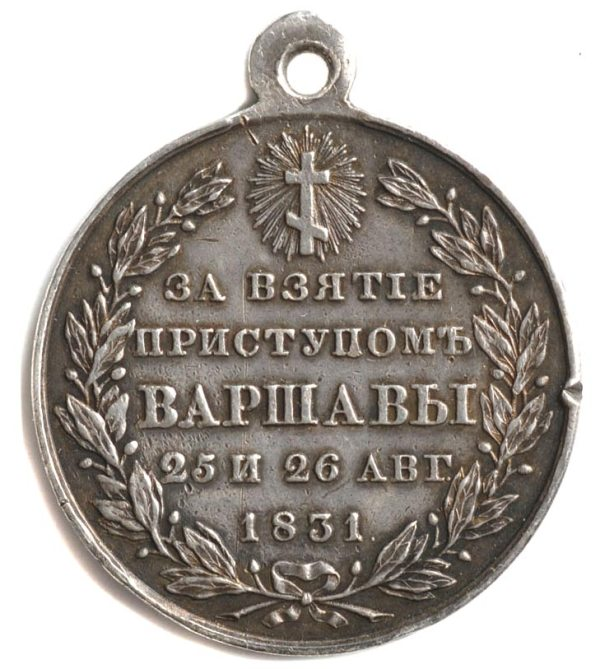
Реверс
Стрічка